# Andrew Smith (hockey sur gazon)
Pour les articles homonymes, voir Andrew Smith et Smith.
Andrew Smith, né le 1er novembre 1978 à Wollongong, est un joueur australien de hockey sur gazon.

## Palmarès
- Médaille de bronze aux Jeux olympiques de Pékin en 2008[1]